# Яківці (зупинний пункт)
Яківці́́ — пасажирський зупинний пункт Полтавської дирекції Південної залізниці на електрифікованій лінії Ромодан — Полтава-Південна між станціями Полтава-Південна та Полтава-Київська. Розташований на околиці Полтави, у Київському районі (місцевість Яківці).

## Історія

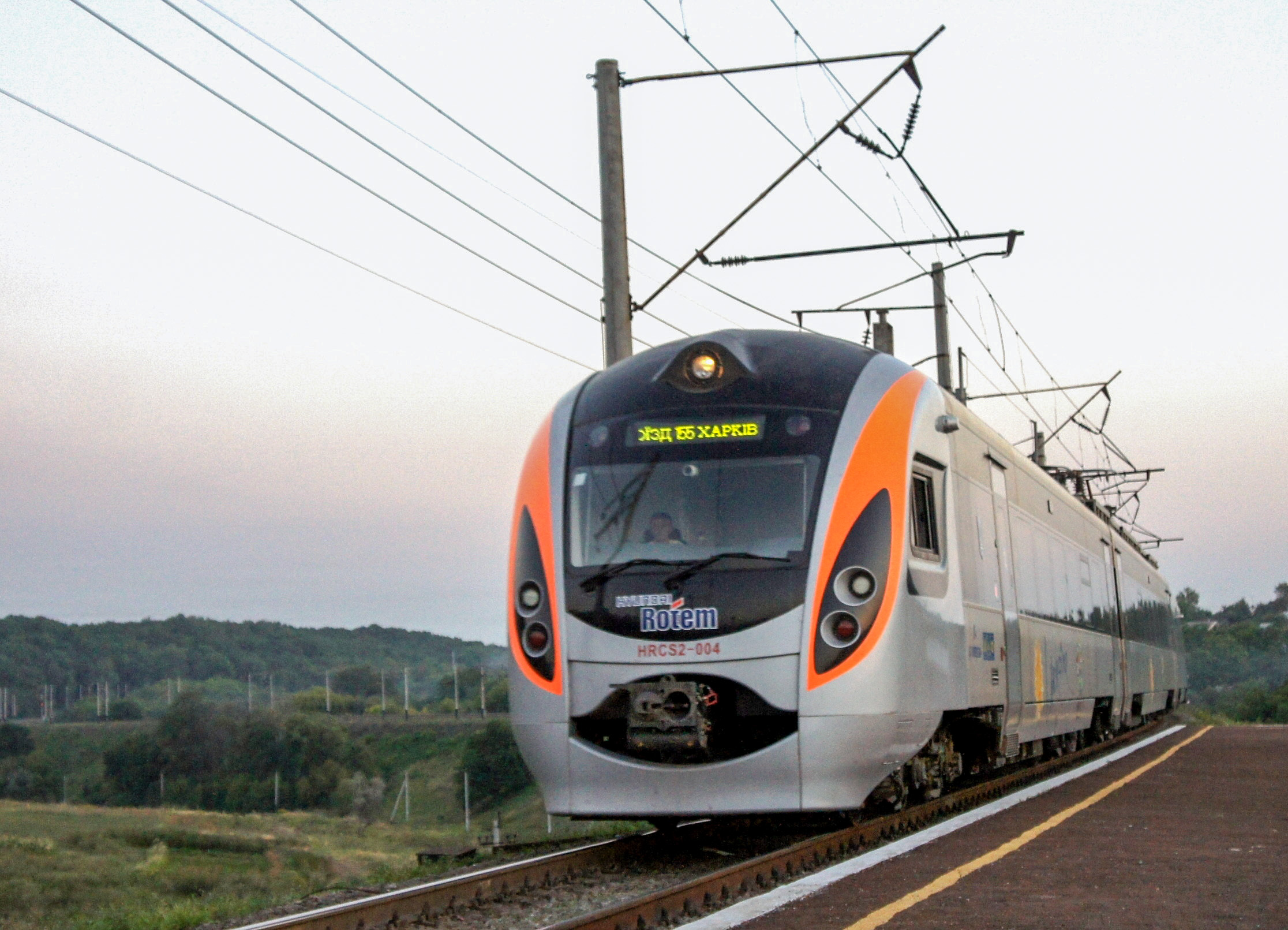
Швидкісний регіональний електропоїзд HRCS2 на перегоні Шведська Могила — Яківці

У 2003 році зупинний пункт електрифікований в складі дільниці Полтава-Київська — Вакулинці. Тоді ж було перебудовано пасажирську платформу.

## Пасажирське сполучення
На платформі Яківці зупиняються приміські електропоїзди напрямку Гребінка — Полтава — Огульці.